# Brzo klizanje
Brzo klizanje jest sport u kojem je cilj u što kraćem vremenu prijeći zadanu udaljenost kližući na ledu. U osnovnoj i najraširenijoj varijanti ovog sporta natjecatelji se natječu na kružnoj stazi duljine 400 metara, a ona može biti u dvorani ili na otvorenom. Postoji i varijanta ovoga sporta na kraćoj stazi koja je opisana u članku Brzo klizanje na kratkim stazama (poznata i kao short track).

## Pravila brzog klizanja
Brzo klizanje izvodi se na kružnoj stazi duljine 400 metara, koja ima dvije staze, vanjsku i unutarnju. Zavoji su radijusa 25-26 metara na unutarnjoj stazi, a širina svake staze iznosi 4-5 metara. Natječu se istovremeno dva klizača, jedan u unutarnjoj, a jedan u vanjskoj stazi. Klizači na ramenu nose traku čija boja označava stazu u kojoj je klizač startao: bijelu za unutarnju i crvenu za vanjsku stazu. S obzirom na to da je unutarnja staza kraća, natjecatelji tijekom utrke, ovisno o duljini staze, moraju više puta zamijeniti staze u kojima kližu da bi se izjednačile udaljenosti. 
Uobičajene dionice za službena natjecanja su 500, 1000, 1500, 3000 (samo žene), 5000 i 10.000 metara (samo muškarci).
Postoji i ekipno natjecanje, u kojem se natječu po tri klizača iz jedne momčadi, također u formatu dvije ekipe u utrci. Momčadi kližu samo u unutarnjim stazama, a startaju sa suprotnih strana, i to po 8 krugova muškarci, odnosno 6 krugova žene.

## Natjecanja u brzom klizanju
Brzo klizanje je olimpijski sport te je bio u programu svih Zimskih olimpijskih igara dosad. Međunarodna klizačka organizacija (ISU) jedna je od najstarijih sportskih organizacija, te organizira svjetska prvenstva u brzom klizanju još od 1893. godine.
Najuspješniji natjecatelji dolaze iz Nizozemske, koja je jedna od rijetkih zemalja u kojoj ovaj sport ima široku popularnost i gdje su brzi klizači i klizačice prave sportske zvijezde (npr. Jochem Uytdehaage).